# Vrahovice
Vrahovice (en allemand : Wrahowitz) est un village qui fait partie de la commune de Prostějov, dans la région d'Olomouc, en République tchèque. Il compte environ 3 400 habitants.